# 2000 Guineas Stakes
La 2000 Guineas Stakes è una corsa di cavalli in piano di Gruppo 1 della Gran Bretagna, aperta ai purosangue di tre anni, sia maschi che femmine. Si disputa sul Rowley Mile a Newmarket sulla distanza di 1 miglio (1609 metri) ogni anno a fine aprile o inizio maggio.
È una delle cinque corse classiche della Gran Bretagna per cavalli di tre anni e la prima ad essere disputata nell'anno, precedendo di un giorno la corrispondente prova per sole puledre. Fa da apertura per la Triple Crown, seguita dal Derby di Epsom e la St Leger Stakes.

## Storia
La 2000 Guineas Stakes è stata corsa per la prima volta il 18 aprile 1809, precedendo di 5 anni l'introduzione di una versione unicamente per puledre, la 1000 Guineas Stakes. Le due gare vennero create dal Jockey Club sotto la direzione di Sir Charles Bunbury, che aveva partecipato alla fondazione del Derby a Epsom. Entrambe le corse presero il loro nome dal premio originario (una Ghinea ammontava a 21 scellini).
Già dalla metà degli anni 1860, la 2000 Guineas è considerata una delle più prestigiose corse di cavalli britannica. 
Versioni europee derivate dalla 2000 Guineas sono la 2000 Guineas irlandese, la Mehl-Mülhens-Rennen, la Poule d'Essai des Poulains ed il Premio Parioli. In altri continenti, gare simili sono la Australian Guineas ed il Satsuki Shō.

## Record
- Fantino (9 vittorie):

Jem Robinson – Enamel (1825), Cadland (1828), Riddlesworth (1831), Clearwell (1833), Glencoe (1834), Ibrahim (1835), Bay Middleton (1836), Conyngham (1847), Flatcatcher (1848)
- Allenatore (9 vittorie) :

Aidan O'Brien – King of Kings (1998), Rock of Gibraltar (2002), Footstepsinthesand (2005), George Washington (2006), Henrythenavigator (2008), Camelot (2012), Gleneagles (2015), Churchill (2017), Saxon Warrior (2018)
- Proprietario  (10 vittorie): (include proprietà condivise)

Sue Magnier – Entrepreneur (1997), King of Kings (1998), Rock of Gibraltar (2002), Footstepsinthesand (2005), George Washington (2006), Henrythenavigator (2008), Camelot (2012), Gleneagles (2015), Churchill (2017), Saxon Warrior (2018)
- Vittoria più veloce – Mister Baileys (1994), 1m 35,08s
- Margine di vittoria maggiore (since 1900) – Tudor Minstrel (1947), 8 lunghezze
- Maggior numero di partecipanti  – 28, nel 1930
- Minor numero di partecipanti – 2, nel 1829 e 1830

## Vincitori
| Anno      | Vincitore          | Fantino                     | Allenatore                      | Proprietario                                          | Tempo   |
| --------- | ------------------ | --------------------------- | ------------------------------- | ----------------------------------------------------- | ------- |
| 1809      | Wizard             | Bill Clift                  | Tom Perren                      | Christopher Wilson                                    |         |
| 1810      | Hephestion         | Frank Buckle                | Robert Robson                   | Robert Grosvenor, I marchese di Westminster           |         |
| 1811      | Trophonius         | Sam Barnard                 | Dixon Boyce                     | Robert Andrew                                         |         |
| 1812      | Cwrw               | Sam Chifney Jr.             | William Chifney                 | William Vane, I duca di Cleveland                     |         |
| 1813      | Smolensko          | H. Miller                   | Crouch                          | Sir Charles Bunbury                                   |         |
| 1814      | Olive              | Bill Arnull                 | Dixon Boyce                     | Charles Wyndham                                       |         |
| 1815      | Tigris             | Bill Arnull                 | Dixon Boyce                     | John Rous, I conte di Stradbroke                      |         |
| 1816      | Nectar             | Bill Arnull                 | Dixon Boyce                     | Lord George Cavendish                                 |         |
| 1817      | Manfred            | Will Wheatley               | Robert Stephenson               | Scott Stonehewer                                      |         |
| 1818      | Interpreter        | Bill Clift                  | Richard Prince                  | 3rd Baron Foley                                       |         |
| 1819      | Antar              | Edward Edwards              | James Edwards                   | Sir John Shelley                                      |         |
| 1820      | Pindarrie          | Frank Buckle                | Robert Robson                   | 4th Duca di Grafton                                   |         |
| 1821      | Reginald           | Frank Buckle                | Robert Robson                   | 4th Duca di Grafton                                   |         |
| 1822      | Pastille ‡         | Frank Buckle                | Robert Robson                   | 4th Duca di Grafton                                   |         |
| 1823      | Nicolo             | Will Wheatley               | Joe Rogers                      | Joe Rogers                                            |         |
| 1824      | Schahriar          | Will Wheatley               |                                 | James Haffenden                                       |         |
| 1825      | Enamel             | Jem Robinson                | Charles Marson                  | Brownlow Cecil, II marchese di Exeter                 |         |
| 1826      | Dervise            | John Barham Day             | Robert Robson                   | 4th Duca di Grafton                                   |         |
| 1827      | Turcoman           | Frank Buckle                | Robert Robson                   | 4th Duca di Grafton                                   |         |
| 1828      | Cadland            | Jem Robinson                | Dixon Boyce                     | John Manners, V duca di Rutland                       |         |
| 1829      | Patron             | Frank Boyce                 | Charles Marson                  | Brownlow Cecil, II marchese di Exeter                 |         |
| 1830      | Augustus           | Patrick Conolly             | Charles Marson                  | Brownlow Cecil, II marchese di Exeter                 |         |
| 1831      | Riddlesworth       | Jem Robinson                | James Edwards                   | George Villiers, V conte di Jersey                    |         |
| 1832      | Archibald          | Arthur Pavis                |                                 | Jonathan Peel                                         |         |
| 1833      | Clearwell          | Jem Robinson                |                                 | Horatio Walpole, III conte di Orford                  |         |
| 1834      | Glencoe            | Jem Robinson                | James Edwards                   | George Villiers, V conte di Jersey                    |         |
| 1835      | Ibrahim            | Jem Robinson                | James Edwards                   | George Villiers, V conte di Jersey                    |         |
| 1836      | Bay Middleton      | Jem Robinson                | James Edwards                   | George Villiers, V conte di Jersey                    |         |
| 1837      | Achmet             | Edward Edwards              | James Edwards                   | George Villiers, V conte di Jersey                    |         |
| 1838      | Grey Momus         | John Barham Day             | John Barham Day                 | Lord George Bentinck                                  |         |
| 1839      | The Corsair        | Bill Wakefield              | John Doe                        | 1st Earl of Lichfield                                 |         |
| 1840      | Crucifix ‡         | John Barham Day             | John Barham Day                 | Lord George Bentinck                                  |         |
| 1841      | Ralph              | John Barham Day             | W. Edwards                      | William Keppel, IV conte di Albemarle                 |         |
| 1842      | Meteor             | Bill Scott                  | John Scott                      | John Bowes                                            |         |
| 1843      | Cotherstone        | Bill Scott                  | John Scott                      | John Bowes                                            |         |
| 1844      | The Ugly Buck      | John Day                    | John Barham Day                 | John Barham Day                                       |         |
| 1845      | Idas               | Nat Flatman                 | Robert Boyce Jr.                | John Rous, II conte di Stradbroke                     |         |
| 1846      | Sir Tatton Sykes   | Bill Scott                  | William Oates                   | Bill Scott                                            |         |
| 1847      | Conyngham          | Jem Robinson                | John Day                        | Sir Robert Pigot                                      |         |
| 1848      | Flatcatcher        | Jem Robinson                | Henry Stebbing                  | B. Green                                              |         |
| 1849      | Nunnykirk          | Frank Butler                | John Scott                      | Anthony Nichol                                        |         |
| 1850      | Pitsford           | Alfred Day                  | John Day                        | Harry Hill                                            |         |
| 1851      | Hernandez          | Nat Flatman                 | John Kent Jr.                   | Viscount Enfield                                      |         |
| 1852      | Stockwell          | John Norman                 | William Harlock                 | Brownlow Cecil, II marchese di Exeter                 |         |
| 1853      | West Australian †  | Frank Butler                | John Scott                      | John Bowes                                            |         |
| 1854      | The Hermit         | Alfred Day                  | John Day                        | John Gully                                            |         |
| 1855      | Lord of the Isles  | Tom Aldcroft                | William Day                     | James Merry                                           |         |
| 1856      | Fazzoletto         | Nat Flatman                 | John Scott                      | Edward Smith-Stanley, XIV conte di Derby              |         |
| 1857      | Vedette            | John Osborne Jr.            | George Abdale                   | Thomas Dundas, II conte di Zetland                    | 1:51.00 |
| 1858      | Fitz-Roland        | John Wells                  | George Manning                  | Sir Joseph Hawley                                     |         |
| 1859      | The Promised Land  | Alfred Day                  | William Day                     | William Day                                           |         |
| 1860      | The Wizard         | Tom Ashmall                 | John Scott                      | Anthony Nichol                                        |         |
| 1861      | Diophantus         | Arthur Edwards              | Joseph Dawson                   | George Harry Grey, VII conte di Stamford              | 1:43.00 |
| 1862      | The Marquis        | Tom Ashmall                 | John Scott                      | Stanhope Hawke                                        |         |
| 1863      | Macaroni           | Tom Chaloner                | James Godding                   | Richard Naylor                                        |         |
| 1864      | General Peel       | Tom Aldcroft                | Tom Dawson                      | 5th Earl of Glasgow                                   | 1:48.50 |
| 1865      | Gladiateur †       | Harry Grimshaw              | Tom Jennings, Sr.               | Frédéric de Lagrange                                  |         |
| 1866      | Lord Lyon †        | R. Thomas                   | James Dover                     | Richard Sutton                                        |         |
| 1867      | Vauban             | George Fordham              | John Day                        | Henry Charles FitzRoy Somerset, VIII duca di Beaufort |         |
| 1868 (dh) | Formosa † ‡ Moslem | George Fordham Tom Chaloner | Henry Woolcott Alec Taylor, Sr. | William Graham William Stirling Crawfurd              |         |
| 1869      | Pretender          | John Osborne Jr.            | Tom Dawson                      | John Johnstone                                        |         |
| 1870      | Macgregor          | John Daley                  | J. Waugh                        | James Merry                                           |         |
| 1871      | Bothwell           | John Osborne Jr.            | Tom Dawson                      | John Johnstone                                        |         |
| 1872      | Prince Charlie     | John Osborne Jr.            | Joseph Dawson                   | Joseph Dawson                                         |         |
| 1873      | Gang Forward       | Tom Chaloner                | Alec Taylor, Sr.                | William Stirling Crawfurd                             | 1:46.00 |
| 1874      | Atlantic           | Fred Archer                 | Mathew Dawson                   | 6th Viscount Falmouth                                 |         |
| 1875      | Camballo           | John Osborne Jr.            | Mathew Dawson                   | Clare Vyner                                           |         |
| 1876      | Petrarch           | Harry Luke                  | John Dawson, Sr.                | Viscount Dupplin                                      |         |
| 1877      | Chamant            | Jem Goater                  | Tom Jennings, Sr.               | Frédéric de Lagrange                                  | 1:50.00 |
| 1878      | Pilgrimage ‡       | Tom Cannon, Sr.             | Joe Cannon                      | 4th Earl of Lonsdale                                  | 1:56.00 |
| 1879      | Charibert          | Fred Archer                 | Mathew Dawson                   | 6th Viscount Falmouth                                 | 1:51.00 |
| 1880      | Petronel           | George Fordham              | Joe Cannon                      | Henry Charles FitzRoy Somerset, VIII duca di Beaufort | 1:52.00 |
| 1881      | Peregrine          | Fred Webb                   | Robert Peck                     | Hugh Grosvenor, I duca di Westminster                 | 1:49.00 |
| 1882      | Shotover ‡         | Tom Cannon, Sr.             | John Porter                     | Hugh Grosvenor, I duca di Westminster                 | 1:53.40 |
| 1883      | Galliard           | Fred Archer                 | Mathew Dawson                   | 6th Viscount Falmouth                                 | 1:50.40 |
| 1884      | Scot Free          | Billy Platt                 | Tom Chaloner                    | John Foy                                              | 1:48.00 |
| 1885      | Paradox            | Fred Archer                 | John Porter                     | William Broderick Cloete                              | 1:51.40 |
| 1886      | Ormonde †          | George Barrett              | John Porter                     | Hugh Grosvenor, I duca di Westminster                 | 1:46.80 |
| 1887      | Enterprise         | Tom Cannon, Sr.             | James Ryan                      | Douglas Baird                                         | 1:45.60 |
| 1888      | Ayrshire           | John Osborne Jr.            | George Dawson                   | William Cavendish-Bentinck, VI duca di Portland       | 1:52.20 |
| 1889      | Enthusiast         | Tom Cannon, Sr.             | James Ryan                      | Douglas Baird                                         | 1:45.20 |
| 1890      | Surefoot           | John Liddiard               | Charles Jousiffe                | Archie Merry                                          | 1:49.80 |
| 1891      | Common †           | George Barrett              | John Porter                     | 1st Baron Alington                                    | 1:47.00 |
| 1892      | Bona Vista         | Jack Robinson               | William Arthur Jarvis           | Charles Day Rose                                      | 1:54.00 |
| 1893      | Isinglass †        | Tommy Loates                | James Jewitt                    | Harry McCalmont                                       | 1:42.40 |
| 1894      | Ladas              | John Watts                  | Mathew Dawson                   | Archibald Primrose, V conte di Rosebery               | 1:44.20 |
| 1895      | Kirkconnel         | John Watts                  | Jos Day                         | Sir John Blundell Maple                               | 1:42.40 |
| 1896      | St Frusquin        | Tommy Loates                | Alfred Hayhoe                   | Leopold de Rothschild                                 | 1:43.60 |
| 1897      | Galtee More †      | Charles Wood                | Sam Darling                     | John Gubbins                                          | 1:40.60 |
| 1898      | Disraeli           | Sam Loates                  | John Dawson, Sr.                | Wallace Johnstone                                     | 1:41.80 |
| 1899      | Flying Fox †       | Morny Cannon                | John Porter                     | Hugh Grosvenor, I duca di Westminster                 | 1:43.00 |
| 1900      | Diamond Jubilee †  | Herbert Jones               | Richard Marsh                   | Edoardo VII del Regno Unito                           | 1:41.60 |
| 1901      | Handicapper        | Bill Halsey                 | Fred Day                        | Sir Ernest Cassel                                     | 1:43.00 |
| 1902      | Sceptre † ‡        | Herbert Randall             | Bob Sievier                     | Bob Sievier                                           | 1:39.00 |
| 1903      | Rock Sand †        | Skeets Martin               | George Blackwell                | Sir James Miller                                      | 1:42.00 |
| 1904      | St Amant           | Kempton Cannon              | Alfred Hayhoe                   | Leopold de Rothschild                                 | 1:38.80 |
| 1905      | Vedas              | Herbert Jones               | Jack Robinson                   | West de Wend-Fenton                                   | 1:41.20 |
| 1906      | Gorgos             | Herbert Jones               | Richard Marsh                   | Arthur James                                          | 1:43.80 |
| 1907      | Slieve Gallion     | Billy Higgs                 | Sam Darling                     | Henry Greer                                           | 1:41.80 |
| 1908      | Norman             | Otto Madden                 | John Watson                     | August Belmont Jr.                                    | 1:44.60 |
| 1909      | Minoru             | Herbert Jones               | Richard Marsh                   | Edoardo VII                                           | 1:37.80 |
| 1910      | Neil Gow           | Danny Maher                 | Percy Peck                      | Archibald Primrose                                    | 1:40.40 |
| 1911      | Sunstar            | George Stern                | Charles Morton                  | Jack Barnato Joel                                     | 1:37.60 |
| 1912      | Sweeper            | Danny Maher                 | Atty Persse                     | Herman Duryea                                         | 1:38.40 |
| 1913      | Louvois            | Johnny Reiff                | Dawson Waugh                    | Walter Raphael                                        | 1:38.80 |
| 1914      | Kennymore          | George Stern                | Alec Taylor Jr.                 | Sir John Thursby                                      | 1:38.00 |
| 1915      | Pommern †          | Steve Donoghue              | Charles Peck                    | Solomon Joel                                          | 1:43.40 |
| 1916      | Clarissimus        | Jimmy Clark                 | Willie Waugh                    | Evelyn Boscawen, VII visconte Falmouth                | 1:39.60 |
| 1917      | Gay Crusader †     | Steve Donoghue              | Alec Taylor Jr.                 | Alfred Cox                                            | 1:40.80 |
| 1918      | Gainsborough †     | Joe Childs                  | Alec Taylor Jr.                 | Lady James Douglas                                    | 1:44.60 |
| 1919      | The Panther        | Dick Cooper                 | George Manser                   | Sir Alec Black                                        | 1:44.40 |
| 1920      | Tetratema          | Brownie Carslake            | Atty Persse                     | Dermot McCalmont                                      | 1:43.20 |
| 1921      | Craig an Eran      | John Brennan                | Alec Taylor Jr.                 | Waldorf Astor, II visconte Astor                      | 1:41.60 |
| 1922      | St Louis           | George Archibald            | Peter Gilpin                    | 1st Baron Queenborough                                | 1:43.60 |
| 1923      | Ellangowan         | Charlie Elliott             | Jack Jarvis                     | Archibald Primrose, V conte di Rosebery               | 1:37.80 |
| 1924      | Diophon            | George Hulme                | Dick Dawson                     | HH Aga Khan III                                       | 1:39.00 |
| 1925      | Manna              | Steve Donoghue              | Fred Darling                    | Henry Morriss                                         | 1:39.40 |
| 1926      | Colorado           | Tommy Weston                | George Lambton                  | Edward Stanley, XVII conte di Derby                   | 1:43.60 |
| 1927      | Adam's Apple       | Jack Leach                  | Harry Cottrill                  | Charles Whitburn                                      | 1:38.20 |
| 1928      | Flamingo           | Charlie Elliott             | Jack Jarvis                     | Sir Laurence Philipps                                 | 1:38.80 |
| 1929      | Mr Jinks           | Harry Beasley               | Atty Persse                     | Dermot McCalmont                                      | 1:39.80 |
| 1930      | Diolite            | Freddie Fox                 | Fred Templeman                  | Sir Hugo Hirst                                        | 1:42.40 |
| 1931      | Cameronian         | Joe Childs                  | Fred Darling                    | Arthur Dewar                                          | 1:39.40 |
| 1932      | Orwell             | Bobby Jones                 | Joseph Lawson                   | Washington Singer                                     | 1:42.40 |
| 1933      | Rodosto            | Roger Brethès               | Harry Count                     | Princesse de Lucinge                                  | 1:40.40 |
| 1934      | Colombo            | Rae Johnstone               | Thomas Hogg                     | 1st Baron Glanely                                     | 1:40.00 |
| 1935      | Bahram †           | Freddie Fox                 | Frank Butters                   | Aga Khan III                                          | 1:41.40 |
| 1936      | Pay Up             | Bobby Dick                  | Joseph Lawson                   | Waldorf Astor, II visconte Astor                      | 1:39.60 |
| 1937      | Le Ksar            | Charles Semblat             | Frank Carter                    | Evremond de Saint-Alary                               | 1:44.60 |
| 1938      | Pasch              | Gordon Richards             | Fred Darling                    | Henry Morriss                                         | 1:38.80 |
| 1939      | Blue Peter         | Eph Smith                   | Jack Jarvis                     | Harry Primrose, VI conte di Rosebery                  | 1:39.40 |
| 1940      | Djebel             | Charlie Elliott             | Albert Swann                    | Marcel Boussac                                        | 1:42.60 |
| 1941      | Lambert Simnel     | Charlie Elliott             | Fred Templeman                  | Hugh Grosvenor, II duca di Westminster                | 1:42.60 |
| 1942      | Big Game           | Gordon Richards             | Fred Darling                    | Giorgio VI                                            | 1:40.80 |
| 1943      | Kingsway           | Sam Wragg                   | Joseph Lawson                   | Alfred Saunders                                       | 1:37.60 |
| 1944      | Garden Path ‡      | Harry Wragg                 | Walter Earl                     | Edward Stanley, XVII conte di Derby                   | 1:39.60 |
| 1945      | Court Martial      | Cliff Richards              | Joseph Lawson                   | Waldorf Astor, II visconte Astor                      | 1:40.80 |
| 1946      | Happy Knight       | Tommy Weston                | Henri Jelliss                   | Sir William Cooke                                     | 1:38.20 |
| 1947      | Tudor Minstrel     | Gordon Richards             | Fred Darling                    | Arthur Dewar                                          | 1:37.80 |
| 1948      | My Babu            | Charlie Smirke              | Sam Armstrong                   | Maharaja di Baroda                                    | 1:35.80 |
| 1949      | Nimbus             | Charlie Elliott             | George Colling                  | Marion Glenister                                      | 1:38.00 |
| 1950      | Palestine          | Charlie Smirke              | Marcus Marsh                    | Aga Khan III                                          | 1:36.80 |
| 1951      | Ki Ming            | Scobie Breasley             | Michael Beary                   | Ley On                                                | 1:42.00 |
| 1952      | Thunderhead        | Roger Poincelet             | Etienne Pollet                  | Eugène Constant                                       | 1:42.48 |
| 1953      | Nearula            | Edgar Britt                 | Charles Elsey                   | William Humble                                        | 1:38.26 |
| 1954      | Darius             | Manny Mercer                | Harry Wragg                     | Sir Percy Loraine                                     | 1:39.45 |
| 1955      | Our Babu           | Doug Smith                  | Geoffrey Brooke                 | David Robinson                                        | 1:38.83 |
| 1956      | Gilles de Retz     | Frank Barlow                | Helen Johnson Houghton[a]       | Anthony Samuel                                        | 1:38.76 |
| 1957      | Crepello           | Lester Piggott              | Noel Murless                    | Sir Victor Sassoon                                    | 1:38.24 |
| 1958      | Pall Mall          | Doug Smith                  | Cecil Boyd-Rochfort             | Elisabetta II                                         | 1:39.43 |
| 1959      | Taboun             | George Moore                | Alec Head                       | Prince Aly Khan                                       | 1:42.42 |
| 1960      | Martial            | Ron Hutchinson              | Paddy Prendergast               | Reginald Webster                                      | 1:38.33 |
| 1961      | Rockavon           | Norman Stirk                | George Boyd                     | Thomas Yuill                                          | 1:39.46 |
| 1962      | Privy Councillor   | Bill Rickaby                | Tom Waugh                       | Gerald Glover                                         | 1:38.74 |
| 1963      | Only for Life      | Jimmy Lindley               | Jeremy Tree                     | Monica Sheriffe                                       | 1:45.00 |
| 1964      | Baldric            | Bill Pyers                  | Ernie Fellows                   | Mrs Howell Jackson                                    | 1:38.44 |
| 1965      | Niksar             | Duncan Keith                | Walter Nightingall              | Wilfred Harvey                                        | 1:43.31 |
| 1966      | Kashmir            | Jimmy Lindley               | Mick Bartholomew                | Peter Butler                                          | 1:40.68 |
| 1967      | Royal Palace       | George Moore                | Noel Murless                    | Jim Joel                                              | 1:39.37 |
| 1968      | Sir Ivor           | Lester Piggott              | Vincent O'Brien                 | Raymond Guest                                         | 1:39.26 |
| 1969      | Right Tack         | Geoff Lewis                 | John Sutcliffe Jr.              | Jim Brown                                             | 1:41.65 |
| 1970      | Nijinsky †         | Lester Piggott              | Vincent O'Brien                 | Charles Engelhard                                     | 1:41.54 |
| 1971      | Brigadier Gerard   | Joe Mercer                  | Dick Hern                       | Jean Hislop                                           | 1:39.20 |
| 1972      | High Top           | Willie Carson               | Bernard van Cutsem              | Sir Jules Thorn                                       | 1:40.82 |
| 1973      | Mon Fils           | Frankie Durr                | Richard Hannon Sr.              | Brenda Davis                                          | 1:42.97 |
| 1974      | Nonoalco           | Yves Saint-Martin           | François Boutin                 | María Félix Berger                                    | 1:39.58 |
| 1975      | Bolkonski          | Gianfranco Dettori          | Henry Cecil                     | Carlo d'Alessio                                       | 1:39.49 |
| 1976      | Wollow             | Gianfranco Dettori          | Henry Cecil                     | Carlo d'Alessio                                       | 1:38.09 |
| 1977      | Nebbiolo           | Gabriel Curran              | Kevin Prendergast               | Niels Schibbye                                        | 1:38.54 |
| 1978      | Roland Gardens     | Frankie Durr                | Duncan Sasse                    | John Hayter                                           | 1:47.33 |
| 1979      | Tap On Wood        | Steve Cauthen               | Barry Hills                     | Tony Shead                                            | 1:43.60 |
| 1980      | Known Fact [b]     | Willie Carson               | Jeremy Tree                     | Khalid Abdullah                                       | 1:40.46 |
| 1981      | To-Agori-Mou       | Greville Starkey            | Guy Harwood                     | Andry Muinos                                          | 1:41.43 |
| 1982      | Zino               | Freddy Head                 | François Boutin                 | Gerry Oldham                                          | 1:37.13 |
| 1983      | Lomond             | Pat Eddery                  | Vincent O'Brien                 | Robert Sangster                                       | 1:43.87 |
| 1984      | El Gran Senor      | Pat Eddery                  | Vincent O'Brien                 | Robert Sangster                                       | 1:37.41 |
| 1985      | Shadeed            | Lester Piggott              | Michael Stoute                  | Maktoum Al Maktoum                                    | 1:37.41 |
| 1986      | Dancing Brave      | Greville Starkey            | Guy Harwood                     | Khalid Abdullah                                       | 1:40.00 |
| 1987      | Don't Forget Me    | Willie Carson               | Richard Hannon Sr.              | James Horgan                                          | 1:36.74 |
| 1988      | Doyoun             | Walter Swinburn             | Michael Stoute                  | Aga Khan IV                                           | 1:41.73 |
| 1989      | Nashwan            | Willie Carson               | Dick Hern                       | Hamdan Al Maktoum                                     | 1:36.44 |
| 1990      | Tirol              | Michael Kinane              | Richard Hannon Sr.              | John Horgan                                           | 1:35.84 |
| 1991      | Mystiko            | Michael Roberts             | Clive Brittain                  | Lady Beaverbrook                                      | 1:37.83 |
| 1992      | Rodrigo de Triano  | Lester Piggott              | Peter Chapple-Hyam              | Robert Sangster                                       | 1:38.37 |
| 1993      | Zafonic            | Pat Eddery                  | André Fabre                     | Khalid Abdullah                                       | 1:35.32 |
| 1994      | Mister Baileys     | Jason Weaver                | Mark Johnston                   | G. R. Bailey Ltd                                      | 1:35.08 |
| 1995      | Pennekamp          | Thierry Jarnet              | André Fabre                     | Sheikh Mohammed                                       | 1:35.16 |
| 1996      | Mark of Esteem     | Frankie Dettori             | Saeed bin Suroor                | Godolphin                                             | 1:37.59 |
| 1997      | Entrepreneur       | Michael Kinane              | Michael Stoute                  | Tabor / Magnier                                       | 1:35.64 |
| 1998      | King of Kings      | Michael Kinane              | Aidan O'Brien                   | Magnier / Tabor                                       | 1:39.25 |
| 1999      | Island Sands       | Frankie Dettori             | Saeed bin Suroor                | Godolphin                                             | 1:37.14 |
| 2000      | King's Best        | Kieren Fallon               | Sir Michael Stoute              | Saeed Suhail                                          | 1:37.77 |
| 2001      | Golan              | Kieren Fallon               | Sir Michael Stoute              | Lord Weinstock                                        | 1:37.48 |
| 2002      | Rock of Gibraltar  | Johnny Murtagh              | Aidan O'Brien                   | Ferguson / Magnier                                    | 1:36.50 |
| 2003      | Refuse to Bend     | Pat Smullen                 | Dermot Weld                     | Moyglare Stud Farm                                    | 1:37.98 |
| 2004      | Haafhd             | Richard Hills               | Barry Hills                     | Hamdan Al Maktoum                                     | 1:36.64 |
| 2005      | Footstepsinthesand | Kieren Fallon               | Aidan O'Brien                   | Tabor / Magnier                                       | 1:36.10 |
| 2006      | George Washington  | Kieren Fallon               | Aidan O'Brien                   | Magnier / Tabor / Smith                               | 1:36.86 |
| 2007      | Cockney Rebel      | Olivier Peslier             | Geoff Huffer                    | Phil Cunningham                                       | 1:35.28 |
| 2008      | Henrythenavigator  | Johnny Murtagh              | Aidan O'Brien                   | Sue Magnier                                           | 1:39.14 |
| 2009      | Sea the Stars      | Michael Kinane              | John Oxx                        | Christopher Tsui                                      | 1:35.88 |
| 2010      | Makfi              | Christophe Lemaire          | Mikel Delzangles                | Mathieu Offenstadt                                    | 1:36.35 |
| 2011      | Frankel            | Tom Queally                 | Henry Cecil                     | Khalid Abdullah                                       | 1:37.30 |
| 2012      | Camelot            | Joseph O'Brien              | Aidan O'Brien                   | Smith / Magnier / Tabor                               | 1:42.46 |
| 2013      | Dawn Approach      | Kevin Manning               | Jim Bolger                      | Godolphin Racing                                      | 1:35.84 |
| 2014      | Night of Thunder   | Kieren Fallon               | Richard Hannon Jr.              | Saeed Manana                                          | 1:36.61 |
| 2015      | Gleneagles         | Ryan Moore                  | Aidan O'Brien                   | Smith / Magnier / Tabor                               | 1:37.55 |
| 2016      | Galileo Gold       | Frankie Dettori             | Hugo Palmer                     | Al Shaqab Racing                                      | 1:35.91 |
| 2017      | Churchill          | Ryan Moore                  | Aidan O'Brien                   | Smith / Magnier / Tabor                               | 1:36.61 |
| 2018      | Saxon Warrior      | Donnacha O'Brien            | Aidan O'Brien                   | Smith / Magnier / Tabor                               | 1:36.55 |
| 2019      | Magna Grecia       | Donnacha O'Brien            | Aidan O'Brien                   | Smith / Magnier / Tabor                               | 1:36:84 |
| 2020      | Kameko             | Oisin Murphy                | Andrew Balding                  | Qatar Racing                                          | 1:34.72 |
| 2021      | Poetic Flare       | Kevin Manning               | Jim Bolger                      | Jackie Bolger                                         | 1:35.69 |
| 2022      | Coroebus           | James Doyle                 | Charlie Appleby                 | Godolphin                                             | 1:36.27 |
| 2023      | Chaldean           | Frankie Dettori             | Andrew Balding                  | Juddmonte                                             | 1:41.64 |